# Pixel C
El Google Pixel C és una tauleta basada en el sistema operatiu Android de 25,9 cm desenvolupada i comercialitzada per Google. El dispositiu es va donar a conèixer durant un esdeveniment per als mitjans de comunicació el 29 de setembre del 2015.
Aquest nou dispositiu usa el nom Pixel, en comptes del de Nexus, que va ser utilitzat en els seus predecessors.
El Pixel C porta la versió Android 6.0.1 Marshmallow. El 22 d'agost del 2016 Google va llançar l'actualització Android 7.0 Nougat per al Pixel C, així com per a altres dispositius.